# Кобилка чорносмуга
Кобилка чорносмуга (Oedaleus decorus) — вид прямокрилих комах з родини саранових (Acrididae).

## Поширення
Палеарктичний вид. Поширений в Південній Європі, Північній Африці та Азії.

## Опис
Самці завдовжки від 18 до 30 мм, а самиці від 25 до 43 мм. Тіло і надкрила зелені або коричневі. Голова округла і об'ємна. Чотири білі плями у формують хрест на переднеспинці.
Він не цвіркоче. Під час польоту видає тріскотливий звук, схожий на звук сарани. Самці-конкуренти спілкуються за допомогою тихого дзижчання, а до самиць видають сигнал тривалістю півсекунди.

## Спосіб життя
Живе у сухих і теплих місцях, піщаних і кам'янистих луках, деградованих пасовищах, піщаних степах, сухих солончакових степах, кам'янистих степах. Важливо, щоб рослинність не покривала повністю землю, а щоб були відкриті частини, які швидко нагріваються.
Дорослих особин можна зустріти з початку липня до кінця вересня. Самиці відкладають яйця в голий, пухкий, не вкритий рослинністю ґрунт. Личинки, що вилупилися із зимуючих яєць, линяють п'ять разів.